# Premiership 2012-2013 (Irlanda del Nord)
La Premiership 2012-2013 (chiamata anche Danske Bank Premiership per motivi di sponsorizzazione) è stata la quinta edizione della massima serie del campionato nordirlandese di calcio dopo la sua riforma. La stagione è iniziata l'11 agosto 2012 ed è terminata il 27 aprile 2013. Il Cliftonville ha vinto il titolo per la quarta volta.

## Novità
I Carrick Rangers erano retrocessi in IFA Championship 1 dopo essersi piazzati all'ultimo posto nella stagione 2011-2012. Al loro posto era stato promosso il Ballinamallard United, vincitore dell'IFA Championship 1.

## Regolamento
Le 12 squadre partecipanti si sono affrontate in un triplo girone di andata-ritorno-andata, per un totale di 33 giornate. Al termine, le squadre sono state divise in due gruppi di 6, in base alla classifica; ogni squadra ha affrontato poi per la quarta volta le altre formazioni del proprio gruppo.

La squadra campione d'Irlanda del Nord è ammessa al primo turno di qualificazione della UEFA Champions League 2013-2014.

La seconda e la terza classificata sono ammesse al primo turno di qualificazione della UEFA Europa League 2013-2014.

L'11ª classificata ha affrontato in uno spareggio promozione-retrocessione la seconda classificata dell'IFA Championship 1.

L'ultima classificata è retrocessa direttamente in IFA Championship 1.

## Squadre partecipanti
| Club               | Città          | Stadio                | Posizione 2011-2012            |
| ------------------ | -------------- | --------------------- | ------------------------------ |
| Ballinamallard Utd | Ballinamallard | Ferney Park           | 1° in IFA Championship 1       |
| Ballymena Utd      | Ballymena      | Ballymena Showgrounds | 7º posto                       |
| Cliftonville       | Belfast        | Solitude              | 3º posto                       |
| Coleraine          | Coleraine      | Coleraine Showgrounds | 4º posto                       |
| Crusaders          | Belfast        | Seaview               | 5º posto                       |
| Donegal Celtic     | Belfast        | Donegal Celtic Park   | 8º posto                       |
| Dungannon Swifts   | Dungannon      | Stangmore Park        | 9º posto                       |
| Glenavon           | Lurgan         | Mourneview Park       | 10º posto                      |
| Glentoran          | Belfast        | The Oval              | 6º posto                       |
| Linfield           | Belfast        | Windsor Park          | Campione dell'Irlanda del Nord |
| Lisburn Distillery | Lisburn        | New Grosvenor Stadium | 11º posto                      |
| Portadown          | Portadown      | Shamrock Park         | 2º posto                       |

## Classifica finale
|  | Pos. | Squadra            | Pt | G  | V  | N  | P  | GF | GS | DR  |
|  | ---- | ------------------ | -- | -- | -- | -- | -- | -- | -- | --- |
|  | 1.   | Cliftonville       | 91 | 38 | 29 | 4  | 5  | 95 | 38 | +57 |
|  | 2.   | Crusaders          | 83 | 38 | 26 | 5  | 7  | 82 | 41 | +41 |
|  | 3.   | Linfield           | 62 | 38 | 17 | 11 | 10 | 69 | 48 | +21 |
|  | 4.   | Glentoran          | 57 | 38 | 15 | 12 | 11 | 63 | 44 | +19 |
|  | 5.   | Ballinamallard Utd | 53 | 38 | 15 | 8  | 15 | 49 | 43 | +6  |
|  | 6.   | Coleraine          | 53 | 38 | 13 | 14 | 11 | 50 | 57 | -7  |
|  |      |                    |    |    |    |    |    |    |    |     |
|  | 7.   | Portadown          | 55 | 38 | 15 | 10 | 13 | 55 | 55 | 0   |
|  | 8.   | Ballymena Utd      | 46 | 38 | 11 | 13 | 14 | 54 | 68 | -14 |
|  | 9.   | Glenavon           | 42 | 38 | 12 | 6  | 20 | 64 | 62 | +2  |
|  | 10.  | Dungannon Swifts   | 40 | 38 | 9  | 13 | 16 | 42 | 58 | -16 |
|  | 11.  | Donegal Celtic     | 27 | 38 | 6  | 9  | 23 | 32 | 80 | -48 |
|  | 12.  | Lisburn Distillery | 19 | 38 | 4  | 7  | 27 | 29 | 90 | -61 |

Legenda:

      Campione d'Irlanda del Nord e ammessa in UEFA Champions League 2013-2014

      Ammesse in UEFA Europa League 2013-2014

      Retrocessa in IFA Championship 2013-2014

## Risultati
|                    | Bmd     | Bal     | Cli     | Col     | Cru     | Don     | Dun     | Gla     | Glt     | Lin     | Lis     | Por     |
| ------------------ | ------- | ------- | ------- | ------- | ------- | ------- | ------- | ------- | ------- | ------- | ------- | ------- |
| Ballinamallard Utd | ––––    | 0-0     | 1-3 0-1 | 1-0 1-1 | 0-2 1-3 | 0-0     | 2-2 4-0 | 2-1 3-1 | 1-4 0-0 | 1-3 0-0 | 2-0     | 2-0 0-1 |
| Ballymena Utd      | 1-1 3-0 | ––––    | 0-8     | 0-2 0-1 | 2-1     | 3-3 2-2 | 1-1 1-2 | 2-1 0-2 | 1-1 0-0 | 2-0     | 2-0 3-3 | 1-2 6-1 |
| Cliftonville       | 0-1 2-1 | 2-1 5-0 | ––––    | 3-1 5-0 | 1-0 3-1 | 3-1 2-1 | 4-1 2-0 | 2-1     | 1-1 4-1 | 3-0 3-2 | 4-0     | 3-2     |
| Coleraine          | 1-5 0-0 | 4-1     | 1-5 0-2 | ––––    | 3-1 1-3 | 2-1 0-0 | 2-0     | 0-2     | 1-0 1-1 | 3-2 1-1 | 2-1 3-1 | 1-1     |
| Crusaders          | 2-1 3-1 | 0-0 5-1 | 3-1 3-0 | 1-1 2-1 | ––––    | 2-0     | 2-1 1-1 | 5-1 3-2 | 2-0     | 2-2 3-0 | 3-1     | 2-0 1-0 |
| Donegal Celtic     | 0-3 1-0 | 1-0 1-4 | 0-1     | 1-3     | 2-5 0-3 | ––––    | 1-1 2-1 | 1-1 1-0 | 2-1     | 0-3 1-4 | 0-3     | 1-1 1-2 |
| Dungannon Swifts   | 0-1     | 1-3 0-0 | 1-1     | 1-1 1-3 | 2-0     | 3-0 0-0 | ––––    | 2-1 2-3 | 1-3     | 1-1 1-4 | 1-1 1-0 | 1-1 2-0 |
| Glenavon           | 0-1     | 4-1 7-0 | 0-2 1-3 | 1-1     | 1-0 2-3 | 4-2 3-1 | 0-1 3-1 | ––––    | 1-1     | 2-3 0-3 | 4-1 7-0 | 2-2 1-3 |
| Glentoran          | 2-1 3-0 | 1-2     | 1-1 3-0 | 0-0 3-1 | 1-1 4-5 | 3-1 5-0 | 2-1 2-3 | 2-1     | ––––    | 1-1     | 3-0     | 0-1     |
| Linfield           | 1-3 0-1 | 2-1 2-2 | 1-2 3-1 | 0-0 5-2 | 1-2     | 4-0     | 2-1     | 1-1     | 2-1 1-0 | ––––    | 4-0 1-1 | 1-0 2-0 |
| Lisburn Distillery | 0-5 0-2 | 0-4 0-2 | 1-2     | 1-1     | 1-3 0-2 | 3-3 0-1 | 2-1 0-1 | 0-1 2-1 | 0-2 0-3 | 1-1     | ––––    | 0-5 1-1 |
| Portadown          | 2-1     | 2-2 0-0 | 3-3 1-3 | 3-4 2-0 | 1-0     | 1-0     | 1-1     | 2-0 3-1 | 2-4 0-1 | 2-4     | 4-2 1-0 | ––––    |

## Spareggi promozione-retrocessione
|                  | Risultati |                  | Luogo e data               |  |
| ---------------- | --------- | ---------------- | -------------------------- |  |
| Warrenpoint Town | 1 – 0     | Donegal Celtic   | Warrenpoint, 7 maggio 2013 |  |
| Donegal Celtic   | 2 – 1     | Warrenpoint Town | Belfast, 10 maggio 2013    |  |

Warrenpoint Town promosso in Premiership 2013-2014 per la regola dei gol fuori casa.

## Classifica marcatori
| Gol |  |  | Giocatore         | Squadra            |
| --- |  |  | ----------------- | ------------------ |
| 29  |  |  | Liam Boyce        | Cliftonville       |
| 20  |  |  | Andrew Waterworth | Glentoran          |
| 18  |  |  | Darren Murray     | Portadown          |
| 17  |  |  | Curtis Allen      | Coleraine          |
| 17  |  |  | Joe Gormley       | Cliftonville       |
| 16  |  |  | Jordan Owens      | Crusaders          |
| 15  |  |  | Timmy Adamson     | Crusaders          |
| 12  |  |  | Gary McCutcheon   | Crusaders          |
| 11  |  |  | David Cushley     | Ballymena Utd      |
| 11  |  |  | Jason McCartney   | Ballinamallard Utd |
| 11  |  |  | Brian McCaul      | Linfield           |

## Verdetti
- Campione dell'Irlanda del Nord:  Cliftonville
- In UEFA Champions League 2013-2014:  Cliftonville
- In UEFA Europa League 2013-2014:  Crusaders,  Linfield,  Glentoran[1]
- Retrocesse in IFA Championship 1: Lisburn Distillery,  Donegal Celtic (dopo lo spareggio promozione-retrocessione).